# Liste der Baudenkmäler in Sontheim (Schwaben)
Auf dieser Seite sind die Baudenkmäler in der schwäbischen Gemeinde Sontheim zusammengestellt. Diese Tabelle ist eine Teilliste der Liste der Baudenkmäler in Bayern. Grundlage ist die Bayerische Denkmalliste, die auf Basis des Bayerischen Denkmalschutzgesetzes vom 1. Oktober 1973 erstmals erstellt wurde und seither durch das Bayerische Landesamt für Denkmalpflege geführt wird. Die folgenden Angaben ersetzen nicht die rechtsverbindliche Auskunft der Denkmalschutzbehörde.

## Baudenkmäler nach Ortsteilen

### Sontheim
| Lage                              | Objekt                             | Beschreibung | Akten-Nr.     | Bild                     |
| --------------------------------- | ---------------------------------- | --- | ------------- | ------------------------ |
| Hauptstraße 4 (Standort)          | Bauernhaus                         | Mittertennbau, zweigeschossiger, giebelständiger Satteldachbau mit dreigeschossigem, durch Gesimse geteilten Giebel, bezeichnet 1788.                              | D-7-78-196-1  | Bauernhaus               |
| Hauptstraße 23 (Standort)         | Ehemaliger Gasthof                 | Zweigeschossiger, giebelständiger Satteldachbau zu zehn Achsen, am Ostgiebel Kielbogennische mit Fresken um 1730, zweite Hälfte 15. Jahrhundert.                   | D-7-78-196-2  | Ehemaliger Gasthof       |
| Hauptstraße 24 (Standort)         | Stadel                             | Satteldachbau mit giebelseitigen Tennentoren, Anfang 19. Jahrhundert.                                                                                              | D-7-78-196-3  | Stadel                   |
| Hauptstraße 33 (Standort)         | Katholische Pfarrkirche St. Martin | Saalbau mit eingezogenem Chor und nördlichem Satteldachturm, im Kern zweite Hälfte 15. Jahrhundert, Umgestaltung 1762, Erweiterung 1883 und 1949; mit Ausstattung. | D-7-78-196-4  | weitere Bilder           |
| Mindelheimer Straße (Standort)    | Brücke über die Östliche Günz      | Verputzter Backsteinbau mit drei Bögen, 1710; Nischenbau mit Walmdach, darin Figur des heiligen Nepomuk, wohl 18. Jahrhundert; auf der Brücke.                     | D-7-78-196-5  | weitere Bilder           |
| Westerheimer Straße 10 (Standort) | Ehemalige Dampfsägehalle           | Holzkonstruktion auf massivem Untergeschoss mit Halbwalmdach, 1917.                                                                                                | D-7-78-196-13 | Ehemalige Dampfsägehalle |

### Attenhausen
| Lage                                    | Objekt                              | Beschreibung | Akten-Nr.     | Bild                           |
| --------------------------------------- | ----------------------------------- | --- | ------------- | ------------------------------ |
| An der Kapelle (Standort)               | Katholische Kapelle St. Joseph      | Verschalter Holzbau mit dreiseitigem Schluss und Walmdach, wohl spätes 17. Jahrhundert; mit Ausstattung                                                          | D-7-78-196-11 | Katholische Kapelle St. Joseph |
| Dorfstraße (bei Nr. 23) (Standort)      | Steinkreuz                          | Tuffstein, wohl 15./16. Jahrhundert | D-7-78-196-12 | Steinkreuz                     |
| Dorfstraße 4 (Standort)                 | Ehemaliges Bauernhaus               | Mittertennbau, zweigeschossiger Traufseitbau mit flachem Satteldach über geständertem Kniestock, 18. Jahrhundert.                                                | D-7-78-196-8  | Ehemaliges Bauernhaus          |
| Dorfstraße 19 (Standort)                | Bauernhaus                          | Mitterstallbau, zweigeschossiger, giebelständiger Satteldachbau mit Giebelgesimsen, 17./18. Jahrhundert.                                                         | D-7-78-196-7  | Bauernhaus                     |
| Mühlenweg 12 (Standort)                 | Ehemalige Mühle                     | Zweigeschossiger Satteldachbau mit Giebelgesimsen und Fledermausgauben, wohl um 1800.                                                                            | D-7-78-196-6  | Ehemalige Mühle                |
| Ottobeurer Straße 14 (Standort)         | Ehemaliger Pfarrhof                 | Zweigeschossiger Walmdachbau mit südlichem Mittelrisalit mit Dreiecksgiebel, von Simpert Kramer, 1730; mit Ausstattung.                                          | D-7-78-196-9  | Ehemaliger Pfarrhof            |
| Schulweg (Standort)                     | Kalkofen                            | Ziegelbau mit Satteldach, zweite Hälfte 19. Jahrhundert. | D-7-78-196-15 | Kalkofen                       |
| Sontheimer Straße (Standort)            | Kriegergedächtniskapelle            | zylindrischer Putzbau mit Kegeldach, Glockendachreiter und Eingangsvorbau, von Willy Hornung, 1951; mit Ausstattung.                                             | D-7-78-196-16 | Kriegergedächtniskapelle       |
| Stephansrieder Straße 22 (Standort)     | Katholische Pfarrkirche St. Andreas | Saalbau mit eingezogenem Chor und nördlichem Satteldachturm, im Kern 2. Hälfte 15. Jahrhundert, Umgestaltung um 1720/30, Erweiterung nach 1800; mit Ausstattung. | D-7-78-196-10 | weitere Bilder                 |
| Stephansrieder Straße 24, 26 (Standort) | Wohnhaus                            | Zweigeschossiger Satteldachbau mit Giebelgesimsen, wohl 18. Jahrhundert.                                                                                         | D-7-78-196-14 | Wohnhaus                       |